# Robert Lannoy
Robert Lannoy (* 18. Juni 1915 in Saint-Amand-les-Eaux; † 1979) war ein französischer Komponist.
Lannoy, Sohn eines Glockenspielers (Carilloneur), begann seine musikalische Ausbildung am Konservatorium von Valenciennes, wo er unter der Leitung von Fernand Lamy Harmonielehre, Violine und Fagott studierte. Er setzte sein Studium am Conservatoire de Paris fort, bis er 1939 als "soldat-musicien" zum Militärdienst einberufen wurde.
Er kam noch zu Beginn des Krieges in Kriegsgefangenschaft. Nach Aufenthalten in der Tschechoslowakei und in Bayreuth kam er in einen Gefangenenlager im ukrainischen Rawa-Ruska. 1942 war er in Lemberg interniert, im Folgejahr kam er in das österreichische Stalag XVII B, wo er als "Kapellmeister" eingesetzt wurde und die Ballett-Pantomime Pygmalion komponierte, die von Kriegsgefangenen in Polen uraufgeführt wurde. 
1945 wurde Lannoy von der amerikanischen Armee befreit und kehrte nach Paris zurück. In ihrem Auftrag komponierte er die Musik zu Henri Cartier-Bressons Film Le Retour über die Befreiung Europas, im Auftrag von Henri Dutilleux vertonte er Louise Lévêque de Vilmorins Légende des pays alliés für den Rundfunk. 1946 gewann er beim Wettbewerb um den Prix de Rome den Ersten Second Grand Prix und wurde Leiter des Konservatoriums von Lille. In dieser Zeit heiratete er die Pianistin Lola Delwarde.
Lannoy wirkte als Leiter des Konservatoriums und Dirigent bis zu seinem Tode in Lille. Bei seinen Concerts Populaires, für die er Musiker wie Jean Doyen, Kirsten Flagstad und Jacques Thibaud gewann, führte er zahlreiche sinfonische Werke vor allem zeitgenössischer französischer Komponisten auf.

## Werke
- Il pleut doucement sur la ville für Stimme und Klavier, 1932
- Tristesse de banlieue für Stimme und Klavier, 1934
- Quintette à vent, 1936
- Ballade de l'épinette amoureuse für vierstimmigen Frauenchor, Oboe, Englischhorn, Klarinette und Fagott, 1937
- Pierrot gamin für vierstimmigen gemischten Chor und Klavier (Text von Paul Verlaine), 1938
- Concerto grosso für Streichorchester und Pauken, 1938
- Esquisse de soir de bataille für Chor und Orchester oder zwei Klaviere (Text von José-Maria de Heredia), 1939
- Pleine nuit für Chor und Orchester, 1939
- Le soir devant Sybaris für Chor und Orchester, 1939
- Vision de Saül für Stimme und Klavier, 1939
- 2 mélodies sur un poème de Francis Carco, 1941
- Hortense, couches-toi für Klavier und Männerchor, 1941
- Arrangements für Chor und Orchester: L'amour de moy, Marche des soldats de Turenne, Roule donc, J'aimerai bien apprendre au monde (entstanden im Lager Rawa-Ruska), 1942
- Chant des déportés, 1943
- Cantilène et danse pastorale für Orchester, 1943
- Deux Virelais du Moyen-Age für Sopran, Flöte, Klarinette und Bratsche, 1944
- Le Retour, Filmmusik, 1945 (als sinfonische Suite 1954)
- Quintette à vent "Sinfonietta", 1946
- Chanson pour soprano et piano (Text von Maurice Maeterlinck), 1946
- Le jeu de l'amour et du Hasard, Kantate, 1946
- Lamento Ukrainien für Streichquartett oder für Orchester und Pauken, 1948
- Campanile, Präludium für Orchester, 1951
- Le Roman de La Rose, Ballett-Pantomime für Kammerorchester, 1951
- Vocalise pour soprano et piano, 1951
- Danièle, fille de Dieu für Stimme und Instrumentalensemble, 1952
- Les prophéties, Oratorium für Sprecher, Chor und Orchester, 1961
- Sanctus für Männerstimmen und Orgel, 1973
- Lamento, Streichquartett
- Mort de Roger Salengro, Stück für Harfe und Streichquartett
- Aimer für Stimme und Klavier (Text von Victor Hugo)
- Chanson de silvio für Stimme und Klavier
- Farce du mari fondu, Operette
- Ballet des petits canards für Carillon
- Prélude n°1 für Carillon
- Prélude n°2 für Carillon